# Lorenzo Pacheco (football)
Pour les articles homonymes, voir Lorenzo Pacheco.
Lorenzo Pacheco Sánchez, né à Callao au Pérou le 12 août 1919 et mort à une date inconnue, est un footballeur péruvien qui jouait au poste de milieu de terrain.

## Biographie

### Carrière en club
Lorenzo Pacheco se distingue au Sport Boys de sa ville natale de Callao où il joue 144 matchs de 1944 à 1953 (huit buts marqués). Il remporte avec ce club le premier championnat professionnel du Pérou en 1951. 
Préalablement, il avait joué pour l'Universitario de Deportes entre 1942 et 1943. Il termine sa carrière en 1955 là où il l'avait commencée 18 ans plus tôt, au sein du KDT Nacional.

### Carrière en équipe nationale
International péruvien, Lorenzo Pacheco joue à 10 reprises en sélection nationale entre 1947 et 1952. Il prend part à deux championnats sud-américains en 1947 au Chili et 1949 au Brésil, dernier tournoi où le Pérou atteint la 3e place. Il dispute également la première édition du championnat panaméricain en 1952 au Chili.

## Palmarès
| Sport Boys - Championnat du Pérou (1) : - Champion : 1951. |  | Pérou - Championnat sud-américain : - Troisième : 1949. |